# Alfiano
Alfiano è una frazione del comune cremonese di Corte de' Frati, suddivisa in due distinti villaggi e posta a nord del centro abitato verso l'Oglio.

## Storia
La località si divide oggi in due villaggi, il vecchio e il nuovo, di antica origine nel Contado di Cremona, e assommava 250 abitanti a metà Settecento.
Fin dall'epoca epoca longobarda era una curtis del monastero femminile di S. Salvatore (poi S. Giulia) di Brescia e comprendeva le due sponde del fiume Oglio, cioè gli attuali Alfiano Vecchio e Nuovo, in provincia di Cremona, e Alfianello, in provincia di Brescia. La curtis si trovava in posizione strategica, dove la via Cremonensis era prossima ad attraversare l'Oglio presso Pontis Vicus (l'odierna Pontevico). Il toponimo del paese di Corte de' Frati, appartenente al feudo di Alfiano, inizio a chiamarsi così nel XIII secolo.
Il Polittico di S. Giulia, un inventario di beni del primo decennio del X secolo, documenta la presenza non solo di una cappella, ma anche di un porto con tre naves. Due diplomi imperiali confermano la proprietà: Lotario I nell'837 e Lotario III nel 1136. Le bolle papali fra il 1060 (Nicola II) e il 1251 (Innocenzo IV) confermano pure la proprietà e documentano l'esistenza di una chiesa di S. Giulia, tuttora esistente in Alfiano Vecchio.
Il toponimo del paese di Corte de' Frati, appartenente al feudo di Alfiano, inizio a chiamarsi così nel XIII secolo.
In età napoleonica, dal 1810 al 1816, Alfiano fu già frazione di Corte de' Frati, recuperando però l'autonomia con la costituzione del Regno Lombardo-Veneto.
Nel 1823 il comune si espanse annettendo Aspice e Grimone.
All'unità d'Italia nel 1861, il comune contava 1 507 abitanti, e due anni dopo cambiò nome in Alfiano ed Uniti.
Nel 1868 il comune di Alfiano ed Uniti venne aggregato al comune di Corte de' Frati secondo lo schema napoleonico.